# Jaguar Mark VIII
Jaguar Mark VIII (рус. Ягуар Марк Восемь) — представительский седан, выпускавшийся британской компанией Jaguar с 1956 по 1959 год. Автомобиль был дальнейшим развитием предыдущей модели со слегка обновлённым кузовом, новейшим двигателем и хорошо себя зарекомендовавшим и проверенным шасси.
Всего с сентября 1956 года по октябрь 1959-го было произведено 6332 автомобиля.

## Описание
Наиболее заметными внешними отличиями Mark VIII от предыдущей модели стали цельное ветровое стекло и слегка приоткрытые задние колёса. Немного изменилось оформление передка, а по контуру переднего крыла, простираясь назад и вниз, теперь шёл хромированный молдинг. Такая конструкция позволила предложить покупателям двухцветную окраску кузова.
Множество небольших изменений было произведено в салоне. Так, задние сиденья теперь были с раздельными спинками и складывающимся подлокотником между ними. В спинках передних сидений появились откидывающиеся столики, в дверях каждого пассажира — карман для хранения газет и журналов, пепельница и прикуриватель.
Новый увеличенная педаль тормоза на автомобилях с автоматической коробкой передач позволяла нажимать на неё как правой, так и левой ногой.
Также следует отметить появление обивки в багажнике и специального чехла, надетого на запасное колесо.
Использовался 190-сильный двигатель с изменённой головкой цилиндров, такой же как на модели Mark VIIM. Выпускная система теперь была двойной, с двумя линиями выхлопных труб и двумя глушителями. Новый впускной коллектор двигателя позволил использовать другой, большей размерности карбюратор.
Всё больше владельцев больших Jaguar выбирало автоматическую трансмиссию, и для них было предложена специальная опция. С помощью переключателя на панели приборов можно было «запретить» автоматической коробке переходить на высшую передачу. Так езда на автомобиле делалась более динамичной, позволяя проходить повороты на большей скорости, например. Также были доступны механические коробки передач, как обычная четырёхступенчатая, так и с автоматически включающийся повышающей (overdrive) пятой передачей.